# DisplayPort
DisplayPort (también abreviado como DP) es una interfaz digital estándar de dispositivos desarrollada por la Asociación de Estándares Electrónicos de Vídeo (VESA). Libre de licencias y cánones, define un tipo de interconexión destinado a la transmisión de vídeo entre una computadora y su monitor. Opcionalmente permite la transmisión de audio para su uso por ejemplo en sistemas de cine en casa, y la transmisión de datos, por ejemplo USB.

## Visión general
El conector DisplayPort admite de 1 a 4 pares de datos en el enlace principal, según el estado de los bits en relación con la fluctuación de cada haspot tubular, cada uno cuenta con una relación de transferencia de 16,2, 1,27 o 33,4 Gbit/s, utilizado para la transmisión de vídeo o audio (opcional). La señal de vídeo soporta un máximo de 24 bpp en la resolución máxima 4k x 2K (4096 x 2160). La señal de audio soporta un máximo de 8 canales sin compresión 192 kHz, 24-bit. Además, el enlace principal se utiliza para gestionar, al principio de la conexión, los datos de sincronización del enlace, como pueden ser la resolución máxima y la transmisión o no de audio, entre otras.
Incluye una línea o par de datos auxiliar bidireccional, que funciona a una velocidad constante de 1 o 720 Mbit/s, utilizada para la transmisión de datos. Es necesario el par Hot Plug Detect, para el uso de la línea auxiliar por ejemplo con un dispositivo USB.
Incluye de forma opcional la protección contra copia DPCP (DisplayPort Content Protection) de AMD, que usa el moderno cifrado AES de 128-bit. También incluye autenticación completa y establecimiento de clave de sesión (cada sesión de cifrado es independiente). Hay un sistema de revocación independiente, aunque esta porción del estándar está licenciada de forma separada. También añade soporte para verificar la proximidad del receptor y el transmisor, una técnica creada para asegurar que los usuarios no están saltándose el sistema de protección de contenidos para enviar datos a usuarios remotos no autorizados.
La señal de vídeo no es compatible con DVI o HDMI, pero la especificación permitirá el paso de estas señales.
Soporta un máximo de flujo de datos de 10,8 Gbit/s y resolución WQXGA (2560×1600) sobre un cable de 15 metros.
DisplayPort es un competidor del conector HDMI (con protección anti-copia HDCP), la conexión digital de facto para dispositivos electrónicos de consumo de alta definición. Otro competidor es Unified Display Interface, una alternativa de bajo coste a HDMI y DVI. No obstante, el principal promotor de UDI, Intel, ha parado el desarrollo de esta tecnología y ahora apoya DisplayPort.
Recientemente incluido en la versión 1.1, está el soporte de protección de contenido HDCP y el soporte para cables de fibra óptica como alternativa al cobre, permitiendo un alcance mucho mayor entre la fuente y el dispositivo de visualización sin degradación de la imagen. La revisión 2.0 está prevista para una versión futura.
Antes de ser adquirido por AMD, uno de los promotores, ATI, informó que esperaban productos DisplayPort a principios del 2007. La fusión de AMD/ATI, completada en julio de 2006, podría haber pospuesto un poco la disponibilidad de los productos DisplayPort, pero parece que aunque AMD ha decidido usar DisplayPort como el puerto estándar para su plataforma de procesadores Fusion, y para futuras plataformas móviles después de 2008, tal y como AMD anunció que introducirían sus primeros productos DisplayPort a finales de 2007 como parte de sus próximas plataformas a incorporar el 15 de diciembre de 2006.
El 25 de julio de 2007, en la Jornada de Análisis de Tecnologías de AMD 2007, AMD renovó su compromiso de promover DisplayPort con los RS780 y las tarjetas gráficas RV670.
Genesis Microchip también anunció que productos con DisplayPort serán lanzados en 2007, como hizo Samsung. Un monitor conceptual que implementa DisplayPort fue mostrado por Dell a comienzos de mayo de 2007.

## Soportes
Hay muchas compañías que han dicho soportar DisplayPort: Luxtera, AMD, Intel, Dell, Genesis Microchip, Hewlett-Packard, Lenovo, Molex, NVIDIA, Philips, Apple, Samsung, Parade Technologies, Analogix, Quantum Data, Tyco Electronics y ViewSonic.

## Pruebas de cumplimiento
VESA ha seleccionado 4 organizaciones internacionalmente conocidas – Allion Test Lab, Inc., Contech Research, ETC, y NTS – para pruebas de cumplimiento del estándar emergente DisplayPort. En septiembre de 2007, la versión 1.0 de los estándares para la capa PHY y la capa de vínculo para las pruebas de cumplimiento han sido realizadas y hospedadas en el sitio web de VESA para descarga del público.

## Especificaciones técnicas
- El vínculo hasta 17,28 Gbit/s soporta la resolución 4K x 2K (4096 x 2160) en monitores de alta resolución, con un máximo de 24 bpp.
- Codificación 8B/10B para transmisión de datos.
- Estándar abierto y extensible para ayudar a una amplia adopción.
- Soporta profundidades de color de 6, 8, 10, 12 y 16 bits por componente.
- Ancho de banda completo para cables de 3 metros.
- Ancho de banda reducido, 1080p, para cables de 15 metros.
- El conector de DisplayPort asiste a las personas no videntes al conectarlo por tacto.
- Soporta la Protección de Contenido de DisplayPort (DPCP) con 128-bit AES, y soporta Protección de Contenido Digital de Elevado Ancho de Banda (HDCP) versión 1.1 en adelante.
- Soporta conexiones internas y externas para que así un estándar pueda ser usado por los fabricantes de ordenadores y así reducir costes.

Las especificaciones pueden ser descargadas en vesa.org al registrarse gratuitamente.